# Leah Thomas
Leah Thomas (Santa Clara, 30 maggio 1989) è una ciclista su strada statunitense, attiva tra le Elite UCI dal 2015 e vincitrice del Tour de l'Ardèche 2021.

## Palmarès
- 2017 (Sho-Air-Twenty20, una vittoria)

3ª tappa Tour of the Gila (Tyrone, cronometro)
- 2018 (UnitedHealthcare Pro Cycling Women's Team, due vittorie)

Classifica generale Tour de Feminin-O cenu Českého Švýcarska
Chrono Champenois - Trophée Européen
- 2019 (Bigla Pro Cycling, quattro vittorie)

Campionati panamericani, Prova a cronometro
3ª tappa Tour of Scotland (Edimburgo > Edimburgo)
Classifica generale Tour of Scotland
Chrono des Nations - Les Herbiers Vendée
- 2020 (Équipe Paule Ka, una vittoria)

4ª tappa Setmana Ciclista Valenciana (Betxí > Vila-real)
- 2021 (Movistar Team Women, due vittorie)

2ª tappa Tour International de l'Ardèche (Anneyron > Beauchastel)
Classifica generale Tour International de l'Ardèche
- 2022 (Trek-Segafredo, una vittoria)

Campionati statunitensi, Prova a cronometro

### Altri successi
- 2016 (Twenty16-Ridebiker)

2ª tappa Tour of California (Folsom, cronosquadre)
- 2017 (Sho-Air-Twenty20)

Classifica combinata Tour International de l'Ardèche
- 2018 (UnitedHealthcare Pro Cycling Women's Team)

Classifica scalatrici Colorado Classic
- 2019 (Bigla Pro Cycling)

Classifica a punti Tour of Scotland
- 2021 (Movistar Team Women)

Classifica a punti Tour International de l'Ardèche

## Piazzamenti

### Grandi Giri
- Giro d'Italia

2019: 22ª
2021: 16ª
2022: 24ª
- Tour de France

2022: 53ª

### Competizioni mondiali
- Campionati del mondo

Richmond 2015 - Cronosquadre: 5ª
Doha 2016 - Cronosquadre: 5ª
Innsbruck 2018 - Cronometro Elite: 5ª
Innsbruck 2018 - In linea Elite: ritirata
Yorkshire 2019 - Cronometro Elite: 7ª
Yorkshire 2019 - In linea Elite: 38ª
Fiandre 2021 - Cronometro Elite: 14ª
Fiandre 2021 - Staffetta mista: 8ª
Fiandre 2021 - In linea Elite: 56ª
Wollongong 2022 - Cronometro Elite: 5ª
Wollongong 2022 - In linea Elite: 38ª
- World Tour

2016: 62ª
2017: 94ª
2018: 72ª
2019: 51ª
2020: 31ª
2021: 39ª
2022: 132ª
- Giochi olimpici

Tokyo 2020 - In linea: 29ª